# Supermarine Type 179 "Giant"
El Supermarine Type 179 "Giant" fue un hidrocanoa monoplano británico desarrollado por Supermarine, pero que fue cancelado antes de su finalización.

## Diseño y desarrollo
El Type 179 era un hidrocanoa monoplano totalmente metálico propulsado por seis motores de pistón Rolls-Royce Buzzard montados sobre el ala. Debía tener una tripulación de siete personas y espacio para 40 pasajeros en configuración diurna. La quilla se colocó en 1931 y el avión estaba en construcción cuando el proyecto fue abandonado en 1932. El avión había sido matriculado como G-ABLE en abril de 1931.

## Especificaciones (Type 179, estimado en julio de 1931)
Referencia datos: British Civil Aircraft since 1919 - Volume III, Supermarine Aircraft Since 1914

### Características generales
- Tripulación: Siete
- Capacidad: 40 pasajeros (diurno)
- Longitud: 31,9 m (104,5 ft)
- Envergadura: 56 m (183,7 ft)
- Altura: 9,8 m (32,2 ft)
- Superficie alar: 439 m² (4725,5 ft²)
- Peso vacío: 22 403 kg (49 376,2 lb)
- Peso cargado: 34 060 kg (75 068,2 lb)
- Planta motriz: 6× motor lineal V12 refrigerado por agua Rolls-Royce H (más tarde, 6x Rolls-Royce Buzzard MS de 768 kW (1030 hp)).
  - Potencia: 630-670 kW (850-900 hp) cada uno.
- Hélices: 1× de cuatro palas de paso fijo por motor.
- Capacidad de combustible: 9888 L (477 L de aceite)

### Rendimiento
- Velocidad máxima operativa (Vno): 233 km/h (145 MPH; 126 kt) a nivel del mar
- Velocidad crucero (Vc): 174,6 km/h (108 MPH; 94 kt)
- Alcance: 1100 km (594 nmi; 684 mi) (normal); 2092 km a velocidad de crucero
- Techo de vuelo: 3400 m (11 155 ft)
- Régimen de ascenso: 3,8 m/s (748 ft/min) a nivel del mar
- Autonomía: 12 h

## Aeronaves relacionadas

### Secuencias de designación
- Secuencia Numérica (interna de Supermarine): 171 - 179 - 184 - 185 - 186 →